# STMicroelectronics
STMicroelectronics – francusko-włoskie przedsiębiorstwo projektujące i produkujące półprzewodniki z siedzibą administracyjną w Genewie. Potocznie nazywana jest skrótem ST. Jest największym przedsiębiorstwem produkującym półprzewodniki w Europie pod względem przychodów. 
Przedsiębiorstwo na 2025 rok posiada 14 zakładów produkcyjnych ulokowanych w Europie i Azji. 

## Historia
Powstało w 1987 roku z połączenia włoskiej firmy SGS Microelettronica z francuską Thomson Semiconducteurs. Początkowo przyjęła nazwę SGS-THOMSON, a po wycofaniu udziałów Thomsona w 1998 roku przyjęła obecną nazwę. Po fuzji SGS-Thomson było 14. z 20 największych producentów półprzewodników, z obrotami rzędu 850 mln $.
8 grudnia 1994 roku spółka weszła na giełdę w Paryżu oraz Nowym Jorku. Thomson SA sprzedał wszystkie swoje udziały w 1998 roku.